# Strongylopus grayii
Strongylopus grayii е вид жаба от семейство Pyxicephalidae. Видът не е застрашен от изчезване.

## Разпространение
Разпространен е в Лесото, Свазиленд и Южна Африка. Внесен е в Асенсион и Тристан да Куня и Остров Света Елена.